# Magdalena Forsberg
Magdalena Forsberg (n. 25 iulie 1967, Kramfors, Comitatul Västernorrland, Suedia) este o biatlonistă ce a reprezentat Suedia, medaliată olimpică. A participat la 3 ediții ale Jocurilor Olimpice (1992, 1998, 2002) în care a câștigat două medalii de bronz.